# Postua
Postua (Pòstua in piemontese) è un comune italiano di 530 abitanti della provincia di Vercelli in Piemonte.

## Geografia fisica
Il paese, immerso nel verde dei boschi, è costeggiato dal torrente Strona (affluente del torrente Sessera nel versante di sinistra). Spicca in lontananza dal caseggiato il Monte Barone, 2044 m s.l.m.

## Storia

### Simboli
Lo stemma e il gonfalone del comune di Postua sono stati concessi con decreto del presidente della Repubblica del 14 luglio 2020.
Il gonfalone è un drappo di bianco.

## Società
La comunità ha tenuto saldo il vivo legame con la Famiglia Postuese all'estero (Francia): infatti annualmente avviene l'ormai tradizionale Raduno Postuese organizzato dagli eredi delle famiglie di emigranti. Inoltre in estate le famiglie che amano conservare le proprie radici postuesi vengono qui a trascorrere le vacanze; sono possibili infatti bagni nel torrente, escursioni in montagna, e feste varie.

Postua attira molti turisti di nazionalità francese, che spesso vi risiedono per lunghi periodi.

### Evoluzione demografica
Abitanti censiti

### Manifestazioni
Nei suoi dintorni, nel periodo natalizio, si svolge una manifestazione detta "I Presepi di Postua", che gode di molta popolarità.

## Geografia antropica
Il comune si divide principalmente nelle frazioni di: Roncole, Barinciano, Chiesa, Riva, Fucine e Naulina.

## Amministrazione

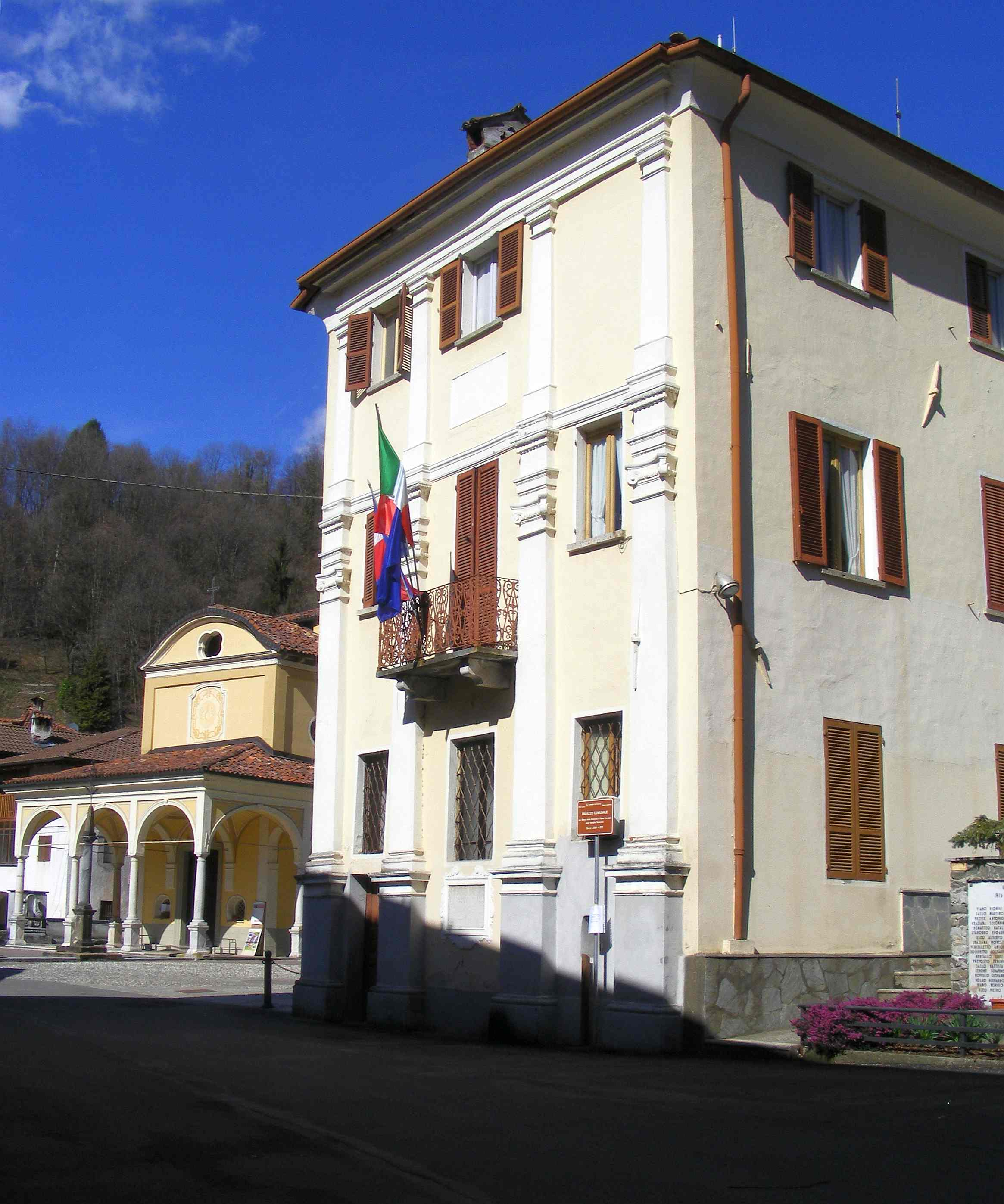
Il municipio

| Periodo | Periodo   | Primo cittadino          | Partito                         | Carica  | Note |
| ------- | --------- | ------------------------ | ------------------------------- | ------- | ---- |
| 2006    | 2011      | Alberto Lino D'Alberto   | lista civica Insieme per Postua | Sindaco |      |
| 2011    | 2016      | Fausto Noris             | lista civica Popolare Postua    | Sindaco |      |
| 2016    | 2021      | Maria Cristina Patrosso  | lista civica Postua futura      | Sindaco |      |
| 2021    | in carica | Rosa Donatella D'Alberto | lista civica Postua futura      | Sindaco |      |

### Altre informazioni amministrative
Il comune faceva parte della Comunità Montana Valle Sessera.